# Paula Morgenroth
Paula Morgenroth (* 7. April 1999) ist eine deutsche Volleyballspielerin.

## Karriere
Paula Morgenroth ging 2015 zur Nachwuchsmannschaft VC Olympia Berlin. Am 25. November hatte die Libera ihren ersten Einsatz in der Bundesliga und wurde dabei gleich als wertvollste Spielerin (MVP) geehrt. Auch in den folgenden Jahren spielte die Juniorennationalspielerin mit dem VCO in der ersten Liga. Nach der Saison 2018/19 beendete sie aufgrund von ausbleibenden Angeboten aus der Bundesliga ihre Volleyballkarriere kurzzeitig und begann eine Ausbildung zur Krankenschwester. Kurzfristig wurde sie von NawaRo Straubing wegen der Verletzung der Stammlibera Sophie Dreblow verpflichtet und vertrat diese am 23. Oktober 2019 gegen Allianz MTV Stuttgart und am 26. Oktober 2019 gegen die Ladies in Black Aachen. Zur Saison 2020/21 schloss sich Paula Morgenroth den BBSC Berlin an, welcher in der 2. Bundesliga spielt. 